# Viivi Pumpanen
Viivi Amalia Pumpanen (Vantaa, 20 luglio 1988) è una modella e attrice finlandese incoronata Miss Finlandia nel 2010.

## Biografia
È stata incoronata settantunesima Miss Finlandia il 17 gennaio 2010, ricevendo la corona della detentrice del titolo uscente Essi Pöysti. Dopo la vittoria la Pumpanen ha dichiarato di aver sognato la vittoria sin da quando aveva otto anni.
In precedenza Pumpanen era stata eletta Miss Helsinki nel 2009. In seguito ha rappresentato la Finlandia a Miss Universo 2010 il 23 agosto 2010 a Las Vegas, negli Stati Uniti.